# Рокенфельд
50°30′00″ пн. ш. 7°23′35″ сх. д. / 50.5° пн. ш. 7.393° сх. д.
Рокенфельд — покинуте село в районі Нойвід, Фельдкірхен, Німеччина. Імена Рокенфеллер і Рокфеллер походять від назви села Рокенфельд.
Кажуть, родина відомих бізнесменів, політиків й мільярдерів Рокфеллерів бере свій початок саме з цього села.

## Географія
Покинуте село Рокенфельд лежить на висоті 330 м над рівнем моря на гірському хребті, що піднімається з півночі на південь між долинами річки Рокенфельдер Бах на заході та притокою Нонненбаха на сході. Село Форст Від межує на сході. Єдина дорога – Крайсштрассе 1, яка веде до Райнброля на 8 кілометрів у долину Рейну.

## Історія
Вперше село було задокументовано в 1280 році як Рукенвельт. До 1693 року воно належало до Gönnersdorf (сьогодні частина Фельдкірхена). У 1846 році в селі проживало 11 сімей, з 1885 року була створена офіційна школа, яку знову закрили в 1935 році.
Наприкінці Другої світової війни в Рокенфельді ще жило 50 осіб. Через постійну еміграцію місцева рада ухвалила рішення про розпуск громади у 1965 році. У 1969 році занедбані будинки та подвір’я були спалені пожежною командою. У 1995 році був знесений останній будинок. Сьогодні Рокенфельд – це безлюдна місцевість з меморіалом 1962/63 року та меморіальним каменем.